# 内布拉斯加大学系统
内布拉斯加大学是美国中部内布拉斯加州的最主要的公立大学系统，包括：
- 内布拉斯加大学林肯分校（University of Nebraska-Lincoln），位于该州首府林肯市,是以博士教育为主的研究型大学，也是该州的学术文化中心。
- 内布拉斯加大学奥马哈分校（University of Nebraska at Omaha），位于该州最大的城市奥马哈。
- 内布拉斯加大学卡尼尔分校（University of Nebraska at Kearney）。
- 内布拉斯加大学医学中心（University of Nebraska Medical Center (located in Omaha)）。
- 内布拉斯加大学农业技术学院（Nebraska College of Technical Agriculture (located in Curtis)）